# Horn (Autriche)
Horn est une ville autrichienne, chef-lieu du district de Horn dans le Land de Basse-Autriche.

## Géographie
Horn se situe dans l'est du Waldviertel, région rurale et forestière au nord-ouest de Vienne. Le territoire communal s'étend dans un bassin dans le plateau granitique d'Autriche, la partie sud-est du massif de Bohême. La ville est traversée par la rivière Taffa.
La route européenne 49 (E49) reliant Vienne à České Budějovice passe la ville au sud.

## Personnalités
- Johann Ernst Hoyos-Sprinzenstein (1779-1849), maréchal ;
- Jürgen Herbst (né en 1939), chanteur ;
- Ulrich Seidl (né en 1952), réalisateur, producteur et directeur de la photographie, grandit à Horn ;
- Iris Andraschek-Holzer (née en 1963), artiste contemporaine
- Christoph Baumgartner (né en 1999), footballeur ;
- Leo Greiml (né en 2001), footballeur.